# Buvolci
Buvolci (Alcelaphinae) jsou podčeleď čeledi turovití (Bovidae).

## Popis
Buvolci se vyskytují pouze v Africe, kde se objevili cca před 4,5–5 miliony let. Charakterističtí jsou svými dlouhými končetinami a prodlouženou hlavou.

## Klasifikace
- Čeleď Bovidae
  - Podčeleď Alcelaphinae
    - Rod Alcelaphus
      - buvolec stepní (Alcelaphus buselaphus)

    - Rod Beatragus
      - hirola (Beatragus hunteri)

    - Rod Connochaetes
      - pakůň žíhaný (Connochaetes taurinus)
      - pakůň běloocasý (Connochaetes gnou)

    - Rod Damaliscus
      - buvolec modrý (Damaliscus lunatus)
      - buvolec pestrý (Damaliscus dorcas)

    - Rod Sigmoceros
      - buvolec Lichtensteinův (Sigmoceros lichtensteini) (dnes se o samostatnosti tohoto rodu pochybuje a buvolec Lichtensteinův je řazen zpravidla do rodu Alcelaphus[1])